# Liste der Kulturdenkmäler in Braunshorn
In der Liste der Kulturdenkmäler in Braunshorn sind alle Kulturdenkmäler der rheinland-pfälzischen Ortsgemeinde Braunshorn einschließlich der Ortsteile Dudenroth und Ebschied aufgeführt. Grundlage ist die Denkmalliste des Landes Rheinland-Pfalz (Stand: 27. Oktober 2023).

## Denkmalzonen
| Bezeichnung                                  | Lage                                        | Baujahr | Beschreibung | Bild                           |
| -------------------------------------------- | ------------------------------------------- | ------- | --- | ------------------------------ |
| Denkmalzone Turmhügelburg (Motte) Braunshorn | Braunshorn, Zur Alten Burg, bei Nr. 10 Lage | um 1090 | Turmhügelburg, Teile und verschliffene Spuren der zentralen Erdwerke sowie der Gräben der frühmittelalterlichen Burg | weitere Bilder Fotos hochladen |

## Einzeldenkmäler
| Bezeichnung                   | Lage                          | Baujahr      | Beschreibung                                                                                                   | Bild                           |
| ----------------------------- | ----------------------------- | ------------ | --- | ------------------------------ |
| Katholische Kirche St. Markus | Braunshorn, Kirchweg 5 Lage   | 1830–33      | dreischiffige Bruchsteinhalle, 1830–33, Architekt Ferdinand Nebel, Koblenz; bauliche Gesamtanlage mit Friedhof | weitere Bilder Fotos hochladen |
| Marienkapelle                 | Dudenroth, Birkenstraße Lage  | 1950er Jahre | quadratische Kapelle, 1950er Jahre, 1986 Umwidmung des ehemaligen Wasserhauses in eine Kapelle                 | BW                             |
| St.-Erasmus-Kapelle           | Ebschied, Hauptstraße 19 Lage |              | barocker Saalbau                                                                                               | weitere Bilder Fotos hochladen |

## Ehemalige Kulturdenkmäler
| Bezeichnung | Lage                         | Baujahr                   | Beschreibung                                                                              | Bild |
| ----------- | ---------------------------- | ------------------------- | ----------------------------------------------------------------------------------------- | ---- |
| Brunnen     | Dudenroth, Birkenstraße Lage | Ende des 19. Jahrhunderts | Schwengelpumpe, Rheinböllener Hütte, Ende des 19. Jahrhunderts; aus Denkmalliste gelöscht | BW   |